# 巴雷特REC7突擊步槍
REC7是一款AR-15的升级设计，由巴雷特生产。其軍用型為M468，意指本枪为2004年研发，采用6.8mm口径。

## 概览
REC7為民用型運動步槍，分為兩種構型：採用短行程活塞的REC7和採用直接導氣式的REC7 DI（Direct Impingement）。它同時使用了多種口徑，分別為5.56×45mm NATO、6.8mm SPC和.300 AAC Blackout。其中.300 AAC Blackout只有REC7 DI有提供部件來使用這款彈藥。
巴雷特生產的REC7軍用型M468，不同于以往的M4/M16取代方案（诸如被取消的XM8突擊步槍），M468并不是一把全新的步枪，它只是用巴雷特公司生产的一个上机匣搭配上普通M4/M16的下机匣，因此它可以与M4/M16步枪共用大多数的零件，也可以轻易地安装在美军现有使用的M4/M16步枪之上。
M468使用了新的6.8毫米雷明顿SPC（6.8 × 43mm）弹药，它的长度和美军正在使用的5.56mm弹药相当，因此可以直接套用美军现有的STANAG彈匣。6.8mm SPC弹拥有超过5.56mm NATO弹50%以上的停止作用和更远的有效射程，槍口初速要比5.56mm弹的稍低，但是其枪口动能可以达到5.56mm NATO弹的1.5倍。在使用16英寸（约合406mm）长的枪管时，6.8mm SPC弹在600m距离上的速度仍有808m/s。正如大多数AR-15枪族步枪及其变种枪，M468的枪口被纫过以适合于安装消音器一类的枪口附件。M468采用了ARMS公司生产的SIR护木，可以安装诸如两脚架、夜视仪和光学瞄准鏡等配件。另外SIR还包括了一个折叠式的机械瞄具。

## 設計及規格

### REC7
REC7步槍為短行程活塞設計，其活塞為一體式設計，而可調節導氣座上方設有一段皮卡汀尼導軌，可供安裝機械瞄具等附件。護木則由最初的Daniel Defense Omega X 9.0改為自行生產的M-LOK護木。配件方面則大量采用第三方生產的配件，如握把及槍托為馬格普的產品，而槍機拉柄及快慢機選擇鈕則選用Radian的產品。扳機方面則選用ALG Defense或Geissele的產品。

### REC7 DI
REC7 DI為REC7的直接導氣式版本，其導氣座後方設有定位凸點，並於前方由一螺母鎖緊。此設計方便用家拆下導氣座作清潔或檢查。其餘配置則與REC7相似，分別為REC7采用馬格普的MBUS PRO金屬機械瞄具及Geissele SSA扳機，而REC7 DI則采用馬格普的MBUS聚合物機械瞄具及ALG Defense QMS扳機。
| 型號    | 型號       | 口徑                                     | 長度 | 長度  | 槍管長度 | 槍管長度 | 重量 | 重量 |
| 型號    | 型號       | 口徑                                     | 公釐 | 英寸  | 公釐     | 英寸     | 公斤 | 磅   |
| ------- | ---------- | ---------------------------------------- | ---- | ----- | -------- | -------- | ---- | ---- |
| REC7    | 卡賓型     | 5.56×45mm NATO或6.8mm SPC                | 845  | 33.25 | 406      | 16       | 3.3  | 7.2  |
| REC7    | 精確射手型 | 5.56×45mm NATO                           | 976  | 38.3  | 457      | 18       | 3.6  | 7.91 |
| REC7    | 輕量型     | 5.56×45mm NATO                           | 876  | 34.5  | 406      | 16       | 2.77 | 6.1  |
| REC7    | 短管步槍型 | 5.56×45mm NATO                           | 657  | 25.9  | 292      | 11.5     | 2.77 | 6.1  |
| REC7 DI | 短管步槍型 | 5.56×45mm NATO或.300 Blackout            | 768  | 30.25 | 260      | 10.25    | 2.5  | 5.5  |
| REC7 DI | 卡賓型     | 5.56×45mm NATO、.300 Blackout或6.8mm SPC | 914  | 36    | 406      | 16       | 2.8  | 6.2  |
| REC7 DI | 手槍型     | 5.56×45mm NATO                           | 667  | 26.25 | 260      | 10.25    | 2.47 | 5.45 |

## 衍生型

### REC10
REC10為REC7 DI使用7.62×51毫米NATO的版本，為可雙邊操作的型號，僅有16寸槍管的版本。

## 使用國
- 波蘭
  - 行動應變及機動組

## 資料來源
1. ↑  . barrett.net.   [2019-08-30]. （原始内容存档于2019-05-30）.
2. ↑  . barrett.net.   [2019-08-30]. （原始内容存档于2019-05-30）.
3. ↑   (PDF). 2019  [2019-08-30]. （原始内容存档 (PDF)于2019-05-31）.
4. ↑  . barrett.net.   [2019-08-30]. （原始内容存档于2019-09-16）.

## 延伸閱讀
REC7分解圖 （页面存档备份，存于）

REC7 DI分解圖 （页面存档备份，存于）